# Vladimir Beslanovich Argun
Bản mẫu:Eastern Slavic name
Vladimir Beslanovich Argun (tiếng Nga: Владимир Бесланович Аргун; sinh ngày 16 tháng 5 năm 1991) là một cầu thủ bóng đá người Nga. Hiện tại anh thi đấu cho câu lạc bộ Abkhazia Nart Sukhum.

## Sự nghiệp
Anh có màn ra mắt ở Giải bóng đá hạng nhì quốc gia Nga cho FC Sochi-04 ngày 10 tháng 7 năm 2008 trong trận đấu trước FC Krasnodar. Năm 2015, anh chuyển đến Kokand 1912. Anh ghi bàn thắng luân lưu quan trọng trong ConIFA World Cup 2016.